# 웰컴2라이프
《웰컴2라이프》는 2019년 8월 5일부터 2019년 9월 24일까지 방영된 MBC 월화 미니시리즈이다.

## 줄거리
‘법꾸라지’ 변호사의 정의사회 구현 위한 1인 2색 개과천선 로맨틱 코미디 수사물

## 등장인물

### 주요 인물
- 정지훈 : 이재상 역 - 율객로펌 에이스 변호사 / 형사부 검사
- 임지연 : 라시온 역 - 세경경찰서 강력반 형사
- 곽시양 : 구동택 역 - 세경경찰서 강력계 경감

### 현실세계

#### 율객로펌
- 한상진 : 강윤기 역 - 대표
- 홍진기 : 문지호 역 - 재상의 법률 사무원

#### 세경경찰서
- 박신아 : 하민희 역 - 감식반 과학수사요원 경감
- 임성재 : 양고운 역 - 강력계 신참 형사

#### 세경지검
- 최필립 : 민성진 역 - 형사3부 검사
- 장소연 : 방영숙 역 - 실종납치전담 특수수사팀 실무관

### 평행세계

#### 장도식 세력
- 손병호 : 장도식 역 - 백금건설 대표, 막강한 권력의 지역 재벌
- 김중기 : 박기범 역 - 소나무복지재단 이사장. 별칭 박목사
- 신재하 : 윤필우(지선우) 역 - 바이오 제약회사 바벨 컴퍼니 대표(장도식의 혼외 자식)

#### 특수본
- 박원상 : 오석준 역 - 세경지검 강력범죄전담부 부장검사
- 장소연 : 방영숙 역 - 세경지검 실종납치전담 특수수사팀 실무관
- 박신아 : 하민희 역 - 세경경찰서 소속 감식반 과학수사요원 경감
- 임성재 : 양고운 역 - 세경경찰서 강력계 신참 형사
- 홍진기 : 문지호 역 - 컴퓨터 수리점 사장, 수사관

#### 율객로펌
- 한상진 : 강윤기 역 - 대표
- 최필립 : 민성진 역 - 소속 변호사

#### 주변 인물
- 김형범 : 안수호 역 (특별출연) - 시온의 이복오빠
- 이수아 : 이보나 역 - 재상과 시온의 딸

### 그 외 인물
- 이윤상 : 석명환 역 - 홍우식품 회장
- 송유현 : 유진희 역
- 손태양 : 석경민 역
- 이다현 : 서영주 역
- 최우성 : 오영식 역
- 한다솔 : 인나래 역
- 문수종 : 고두영 역
- 박기선 : 노운전기사 역
- 성찬호 : 판사 역
- 양승원 : 진상남 역
- 이준성 : 순경 역
- 이유진 : 타투녀 역
- 정종우 : 사기남 역
- 최영 : 10년 전 형사 역
- 이인아 : 시온친구 역
- 미석 : 깡패 역
- 서지혜 : 노영미 역
- 김현주 : 박나은 역
- 윤종구 : 이영우 역
- 김선녀 : 식당주인 역
- 이민식 : 안교수 역
- 김영조 : 수사관 역
- 오유미 : 수사관 처 역
- 강태식 : 의사 역
- 권기주 : 미화원1 역
- 정충구 : 미화원2 역
- 김민선 : 어린이집교사 역
- 손영순
- 장명운
- 김효경 : 송채이 역
- 박미나 : 옆집할머니 역
- 유인혜 : 접대부 역
- 이민식 : 안교수 역
- 유성주 : 폐지남 역
- 독고광 : 후드남 역
- 이채민 : 마담 역
- 정기성 : 타운터남 역
- 은서라 : 아가씨 역
- 전성민 : 기자1 역
- 김대국 : 기자2 역
- 유용 : 기자3 역
- 유지아 : 보나친구1 역
- 박주하 : 보나친구2 역
- 유정호 : 조호영 역
- 서혜원 : 반지 역
- 권태진 : 보좌관 역
- 이지연 : 남혜정 역
- 오유미 : 수사관 부인 역
- 조미녀 : 뚱땡1 역
- 채송화 : 뚱땡2 역
- 이윤미 : 뚱땡3 역
- 구민혁 : 중개업자 역
- 송창규 : 주차관리인 역
- 윤여학 : 형사 역
- 차지은 : 버스킹 역
- 최종우 : 버스킹 역
- 한유림
- 김세희
- 이준상 : 드라마작가 역
- 우영남 : 보조작가 역
- 이재은 : 함바집아줌마 역
- 김주환 : 감찰1 역
- 김진아 : 감찰2 역
- 황정은 : 고수진기자 역
- 최혁주 : 조현주 역
- 김용진 : 피디 역
- 서민준 : 약지아버지 역
- 강지애 : 새엄마 역
- 우혜영 : 만취녀 역
- 박지호 : 기자 역
- 김수경 : 간호사 역
- 김세희 : 한유림 역
- 박민하 : 어린약지엄마 역
- 표동준 : 아들1 역
- 김시우 : 아들2 역
- 강현정 : 박숙희 역
- 송지우 : 이다솜 역
- 신철용 : 송민재 역
- 임정민 : 송민재형 역
- 설정환 : 정민수 역
- 최우리 : 지양희 역
- 유옥주 : 슈퍼주인 역
- 이중현 : 남자1 역
- 임정옥 : 정미희 역
- 김민구 : 앵커 역
- 양진선 : 아줌마1 역
- 서민경 : 아줌마2 역
- 김상일 : 진행자 역
- 옥주리 : 집주인 역
- 김사훈 : 연구원 역
- 조현진 : 조나진팀장 역
- 장문석 : 포토그래퍼 역
- 이정우 : 미용스태프 역
- 곽나연 : 오영식모 역
- 엄태우 : 사무엘병원의사 역
- 엄지성 : 장주원 역
- 김효경 : 송채이 역
- 박정민 : 연출가 역
- 장규미 : 사무엘병원간호사 역
- 김리우 : 과한 역
- 정미경 : 국밥집주인 역
- 박수만 : 사무엘병원직원 역
- 심소연 : 시민단체장 역
- 신민경 : 장현주 역
- 김지수 : 남화순 역
- 임용순 : 등산남 역
- 유금 : 등산녀 역
- 한재민 : 변호사 역
- 권오경 : 용의자 역
- 진현광 : 의사 역
- 소은영 : 도식 비서 역
- 박재원 : 경찰1 역
- 김현 : 경찰2 역
- 전나연 : 여성단체회장 역
- 김은진 : 여성단체회원 역
- 배기범 : 차장검사 역
- 윤시무 : 수배범1 역
- 주환 : 수배범2 역
- 백세권 : 수갑남 역
- 홍석연 : 늙은도부 역
- 하수호 : 하실장 역
- 김서정 : 학원장 역
- 김종호 : 조손가정할아버지 역
- 지인호 : 응급의 역
- 장용수 : 남자진행자 역
- 김윤희 : 프로파일러 역
- 나경철 : 앵커1 역
- 송훈 : 남자 역
- 김종철 : 지검장 역
- 천윤재 : 담임 역
- 이슬기 : 새댁 역
- 이세랑 : 아주머니 역
- 고은영 : 비서 역
- 김경민 : 마상택 / 가짜형사1 역
- 이규섭 : 김도한 / 가짜형사2 역
- 박철민 : 과거 앵커 역
- 손유빈 : 앵커2 역
- 윤선근 : 행동대장 역
- 김윤도 : 수하 역
- 유성민 : 피해학생1 역
- 김도엽 : 피해학생2 역
- 박윤영 : 오소영 역
- 최민우 : 의사 역
- 김경민 : 최면수사관 역
- 최다영 : 간호사 역
- 고은성 : 세린모 역
- 연호진 : 기자1 역
- 임송하 : 기자2 역
- 엄지만 : 고재만 역
- 엄태옥 : 시만단체장 역
- 김세별 : 가방점원 역
- 이동호 : 연구원1 역
- 조정원 : 기자1 역
- 박현각 : 기자2 역
- 오경택 : 깡패 역
- 김영희 : 아줌마1 역
- 임영란 : 아줌마2 역
- 김수연 : 의료진 역
- 남성준 : 진행자 역
- 이준송 : 피디 역
- 이태호 : 기자 역
- 동윤석 : 보안팀장 역
- 김민하 : 여자 역

### 특별출연
- 서이숙 : 신정혜 역
- 유승봉 : 서영주 부 역
- 박유승 : 오범구 역
- 서범식 : 주명기 역
- 최범호 : 노수찬 역
- 김영임 : 조애숙 역
- 김승욱 : 오치운 역
- 백현진 : 기태석 역
- 서혜린 : 우영애 역
- 이상민 : 약지엄마 역
- 소희정 : 주영옥 역

## 촬영지
- 송상현광장
- 네오위즈판교타워
- 부산공동어시장
- 양산부산대학교병원
- 번남어린이공원
- 부산전자종합시장

## 시청률
최저 시청률과 최고 시청률은 시청률 조사회사와 지역별로 시청률에 차이가 있을 수 있습니다.
| 2019년      | 2019년      | 2019년         | 2019년         | 2019년       |
| 회차        | 방송일      | TNmS 시청률    | AGB 시청률     | AGB 시청률   |
| 회차        | 방송일      | 대한민국(전국) | 대한민국(전국) | 서울(수도권) |
| ----------- | ----------- | -------------- | -------------- | ------------ |
| 제1회       | 8월 5일     | 5.3%           | 4.5%           | 5.1%         |
| 제2회       | 8월 5일     | 6.9%           | 6.3%           | 7.0%         |
| 제3회       | 8월 6일     | 5.7%           | 5.3%           | 5.8%         |
| 제4회       | 8월 6일     | 7.4%           | 6.8%           | 7.1%         |
| 제5회       | 8월 12일    | %              | 4.4%           | %            |
| 제6회       | 8월 12일    | 7.1%           | 5.6%           | 6.4%         |
| 제7회       | 8월 13일    | %              | 4.2%           | 4.9%         |
| 제8회       | 8월 13일    | 6.0%           | 5.0%           | 5.6%         |
| 제9회       | 8월 19일    | %              | 3.9%           | %            |
| 제10회      | 8월 19일    | %              | 5.0%           | 5.8%         |
| 제11회      | 8월 20일    | %              | 4.3%           | 4.6%         |
| 제12회      | 8월 20일    | 6.1%           | 4.5%           | 4.7%         |
| 제13회      | 8월 26일    | %              | 4.1%           | 4.8%         |
| 제14회      | 8월 26일    | 5.2%           | 5.5%           | 5.9%         |
| 제15회      | 8월 27일    | %              | 3.5%           | %            |
| 제16회      | 8월 27일    | 5.9%           | 4.4%           | %            |
| 제17회      | 9월 2일     | 5.0%           | 3.8%           | %            |
| 제18회      | 9월 2일     | 6.3%           | 4.8%           | 4.8%         |
| 제19회      | 9월 3일     | 4.8%           | 4.0%           | %            |
| 제20회      | 9월 3일     | 5.8%           | 4.9%           | 4.6%         |
| 제21회      | 9월 9일     | 5.0%           | 3.8%           | %            |
| 제22회      | 9월 9일     | 6.2%           | 5.1%           | 4.9%         |
| 제23회      | 9월 10일    | 4.9%           | 4.2%           | %            |
| 제24회      | 9월 10일    | 6.2%           | 5.2%           | 5.3%         |
| 제25회      | 9월 16일    | %              | 3.9%           | %            |
| 제26회      | 9월 16일    | 6.2%           | 4.7%           | 4.9%         |
| 제27회      | 9월 17일    | 5.3%           | 4.4%           | %            |
| 제28회      | 9월 17일    | 6.6%           | 5.9%           | 6.2%         |
| 제29회      | 9월 23일    | 5.5%           | 4.5%           | 4.6%         |
| 제30회      | 9월 23일    | 7.2%           | 6.1%           | 6.3%         |
| 제31회      | 9월 24일    | 6.5%           | 4.2%           | 4.2%         |
| 제32회      | 9월 24일    | 8.4%           | 6.0%           | 6.2%         |
| 평균 시청률 | 평균 시청률 |                | 4.8%           |              |

## 수상 목록
- 2019년 MBC 연기대상 월화/특별기획부문 여자 최우수상 (임지연)
- 2019년 MBC 연기대상 청소년 아역상 (이수아)

## 같이 보기
- 대한민국의 텔레비전 드라마 목록 (ㅇ)
- 2019년 대한민국의 텔레비전 드라마 목록